# Молекулярный импринтинг

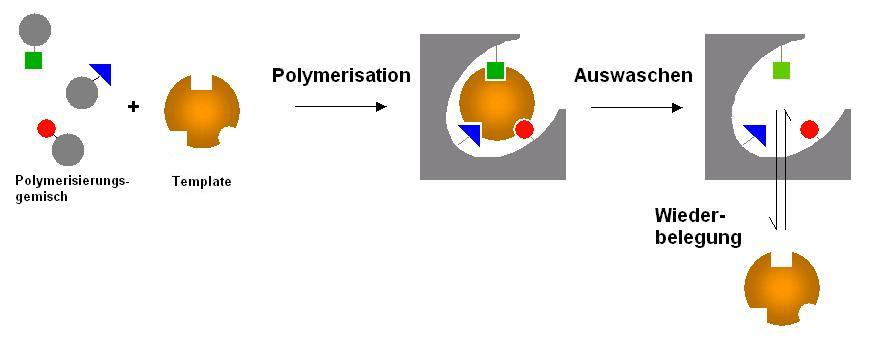

Молекулярный импринтинг (англ. molecular imprinting) — метод получения «молекулярных отпечатков», основанный на полимеризации функциональных мономеров в присутствии специально введенных целевых молекул-темплатов (от англ. template — шаблон).

## Описание
Одним из основных требований, предъявляемых к сорбционным материалам, используемым для аналитических целей, является их высокая селективность. Как правило, данная задача решается путём формирования в полимере функциональных групп, обладающих избирательной сорбцией по отношению к определенным веществам, либо, в случае иммуносорбентов, введением в состав полимера антител. Однако синтез таких полимеров является, как правило, дорогостоящим, а в ряде случаев невозможно подобрать соответствующие функциональные группы или антитела для эффективной сорбции заданного вещества. Одним из вариантов эффективных решений может быть создание высокоселективных сорбентов на основе полимерных систем, «структурно настраиваемых» на целевой сорбат на наноуровне. К таким системам можно отнести полимеры с «молекулярными отпечатками», получаемые методом молекулярного импринтинга.
Метод получения полимеров с «молекулярными отпечатками» включает три этапа. На первом этапе мономер и молекулярный шаблон смешивают в подходящем растворителе до начала полимеризации. При этом происходит так называемая предорганизация — образование устойчивого предполимеризационного комплекса молекул мономера и вещества-шаблона, благодаря которому молекулы функционального мономера определенным образом располагаются и фиксируются вокруг молекулы шаблона. На втором этапе в результате полимеризации или поликонденсации предполимеризационных комплексов с большим избытком сшивающего агента образуется сильно сшитый полимер с жесткой структурой.
На третьем этапе полученный полимер измельчают, просеивают до нужного размера частиц и удаляют молекулярный шаблон из полимерной сетки. В результате в материале образуются полости (поры) — трехмерные (объемные) отпечатки, которые в идеале способны к специфическим комплементарным взаимодействиям с целевыми молекулами-шаблонами или близкими им по структуре соединениями. В понятие комплементарности входит соответствие отпечатка шаблону как по размеру и форме, так и по наличию в отпечатке дополняющих функциональных групп, способных к взаимодействию с функциональными группами молекулы-шаблона. Таким образом, способность молекулярно-импринтированных полимеров к распознаванию базируется на соответствии формы отпечатков и специфических функциональных группах внутри них молекулам-шаблонам.
В зависимости от типа связи (ковалентная или нековалентная) между молекулами мономера и шаблона различают ковалентный и нековалентный импринтинг.